# Pierre Casiraghi
Pierre Rainier Stefano Casiraghi (5 de setembro de 1987) é o filho mais jovem da princesa Caroline de Mônaco e Hanover e de seu segundo marido, Stefano Casiraghi (1960-1990). Pierre Casiraghi está na linha de sucessão ao trono de Mónaco, abaixo de seus primos gêmeos, sua mãe, seu irmão e os filhos deste. É casado desde 2015 com Beatrice Borromeo. 

## Biografia
Pierre nasceu no Centre Hospitalier Princesse Grace, em Monte Carlo, Mônaco. Pierre é nomeado em homenagem ao seu bisavô, Pierre de Polignac, ao seu avô materno, Rainier III de Mônaco, e ao seu pai. Seus padrinhos são seu tio Alberto II de Mônaco e Laura Casiraghi, esposa de seu tio paterno Daniele Casiraghi. Ele tinha apenas três anos quando seu pai morreu num acidente de barco em outubro de 1990.
Pierre tem dois irmãos mais velhos: Andrea e Charlotte. Sua meia-irmã a princesa Alexandra de Hanôver, é filha de Caroline com seu terceiro marido, o príncipe Ernesto Augusto V de Hanôver. Ele fala fluentemente francês, italiano, inglês e um pouco de alemão. Pierre também toca saxofone. 
Depois de terminar o ensino básico em Saint-Rémy-de-Provence, formou-se na França, 2006 foi viver em Milão, Itália, estudando Economia na Universidade de Bocconi. Atualmente trabalha nos negócios que seu pai deixou ao morrer, que estão sendo administrados por seu tio paterno, Marco Casiraghi, desde a morte de Stefano. 

## Vida Publica
Como estudante universitário, ele morou na Itália e dividiu sua vida entre Milão e Roma, de modo que a imprensa, especialmente a italiana, dedicou muito espaço a ele nas colunas sociais. .O Daily Telegraph já escreveu um artigo sobre sua vida extravagante em Milão e revistas italianas e espanholas já publicaram fotografias de Pierre com a socialite Olympia Scarry e com as modelos Caroline Winberg, Fernanda Lessa e Alice Dellal, irmã de Alexander Dellal, ex-namorado de sua irmã Charlotte. 
Em fevereiro de 2012, Pierre foi brevemente hospitalizado por seus ferimentos durante uma briga em uma boate de Manhattan. Segundo a imprensa, Casiraghi teria abordado a mesa do empresário Adam Hock, que estava acompanhado das modelos Natasha Poly, Anja Rubik e Valentina Zalayeva. As palavras trocadas durante o curso da noite degeneraram em uma discussão na qual Casiraghi estava envolvido.

## Namoro, noivado e casamento com Beatrice Borromeo
Pierre e Beatrice se conheceram em 2008 e o casal passou a ser visto junto a partir de 2009. Em finais de 2014, surgiram os primeiros rumores sobre o noivado e casamento, tendo sido apontada, inicialmente, uma primeira data para abril de 2015.
Pierre e Beatrice se casaram numa extravagante cerimonia de três dias. A boda civil no Palácio de Mônaco em 25 de julho foi uma cerimônia privada, assistida por apenas 70 pessoas, seguida por um Cavagnetu ( "festa no jardim" no antigo dialeto Monaco), e um baile à noite no Hôtel de Paris para 500-700 convidados, simultaneamente com a anual Gala da Cruz Vermelha.
A boda religiosa ocorreu na Itália em 01 de agosto de 2015.  no Lago Maggiore, propriedade histórica da família de Beatrice, pertencente ao falecido tio dela Gilberto Borromeo, príncipe de Angera e chefe da casa aristocratística ao qual ela pertence. Porém no dia anterior, 31, de julho, o casal recebeu os convidados para uma festa na Ilha Mãe.

### Filhos
Em 28 de fevereiro de 2017 nasceu seu primeiro filho, Stefano Ercole Carlo Casiraghi no Hospital Princesa Grace, em Mônaco. O primeiro nome é uma homenagem ao pai de Pierre, que morreu tragicamente em 1990. 
Em 21 de Maio de 2018 nasceu o segundo filho baptizado Francesco Carlo Albert Casiraghi.

## Carreira
De 30 de janeiro a 13 de fevereiro de 2007, Pierre Casiraghi acompanhou sua mãe em uma excursão humanitária na África para apoiar populações desfavorecidas. Juntos visitaram a Nigérica, o Burundi, a República Democrática do Congo e a África do Sul, explorando também o fato de que a princesa Carolina exerce o papel de presidente da AMADE World. 
Em junho de 2009, Casiraghi tornou-se um dos principais acionistas da empresa de construção sediada em Munique, iniciada por seu pai em 1984, a ENGECO S.A.M., deixando seu tio Marco como presidente da empresa. O irmão mais velho Andrea Casiraghi também trabalha na empresa. 

Casiraghi é o chefe de Sail for a Cause, uma regata cujos fundos são usados para ajudar crianças de Mônaco com patologias graves de países pobres, e é vice-presidente do Yacht Club de Mônaco. Em 2014, se tornou o vencedor do Cape to Rio e do Miami Gold Cup